# كيث بوتسفورد
كيث بوتسفورد (بالإنجليزية: Keith Botsford)‏ (29 مارس 1928، بروكسل في بلجيكا - 19 أغسطس 2018، باترسي في المملكة المتحدة)؛ صحفي وروائي أمريكي.